# 어맨다 레베트
어맨다 제인 레베트(영어: Amanda Jane Levete, CBE, 1955년 11월 17일 ~ )는 영국의 건축가이다. 스털링 상을 수상했으며 AL_A 건축사무소의 대표로 일하고 있다.

## 학력
웨일스 남부의 브리젠드에서 자란 레베트는 16살에 학교를 자퇴하고 런던에 위치한 해머스미스 예술학교로 진학했지만 별다른 흥미를 느끼지 못하고 미국으로 여행을 떠나게 된다. 홀로 미국에서 생활하며 많은 영감을 얻고 영국으로 돌아와 AA 스쿨에서 건축을 공부했다. 당시의 기억을 회상하면서, 책을 많이 읽었다는 사실을 제외하면 건축을 잘 몰랐던 탓에 수학을 많이 공부해야 할 것이라고 생각했지만 학교 측에서 자신의 그림을 보고 입학을 허가해 안도했다고 말했다.

## 경력
학교를 졸업하고 리처드 로저스 밑에서 일했다. 이때 만난 체코 출신의 건축가 얀 카플리츠키와 함께 퓨처 시스템즈에서 경력을 이어나갔다. 학생 시절부터 미래주의적 디자인에 심취해있었다고 말하는 레베트는 독창적인 외피로 잘 알려진 버밍엄의 랜드마크 셀프리지 백화점을 설계했다. 런던의 노팅힐에 자신의 이름을 딴 설계 회사인 AL_A를 공동설립한 이후 M+ 파빌리온, 방콕 센트럴 엠버시, 리스본 MAAT 미술관을 설계했다. 빅토리아 앨버트 박물관과 협업하기도 한 그는 인도의 예술가 애니시 커푸어와 나폴리 지하철역 프로젝트를 함께 설계했다. 가장 많은 영향을 끼친 인물로 전 남편 얀 카플리츠키와 리처드 로저스를 꼽았다.
2017년 엘리자베스 2세의 생일을 맞아 대영 제국 사령관 훈장을 받았다.

## 주요 작품

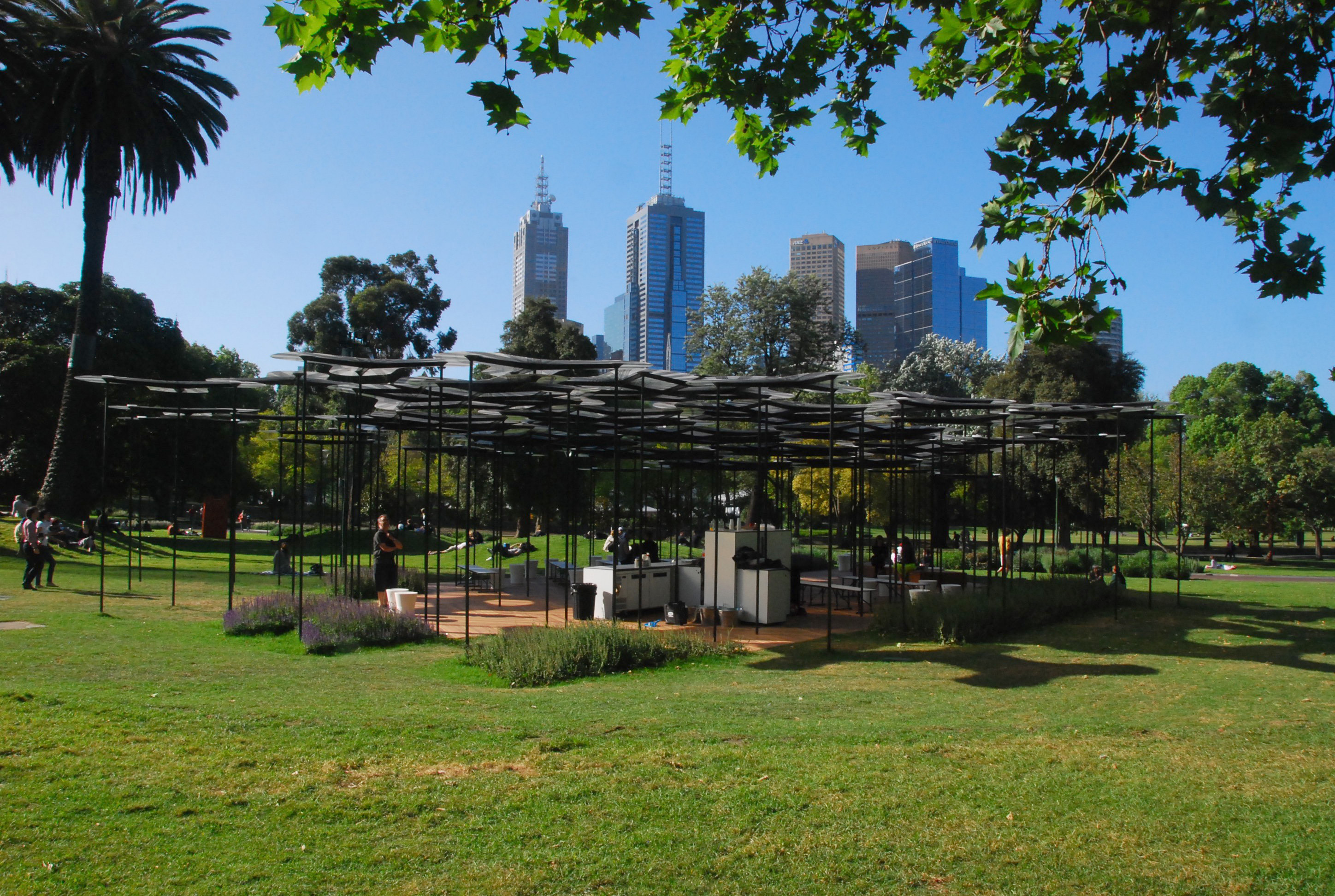
M+ 파빌리온
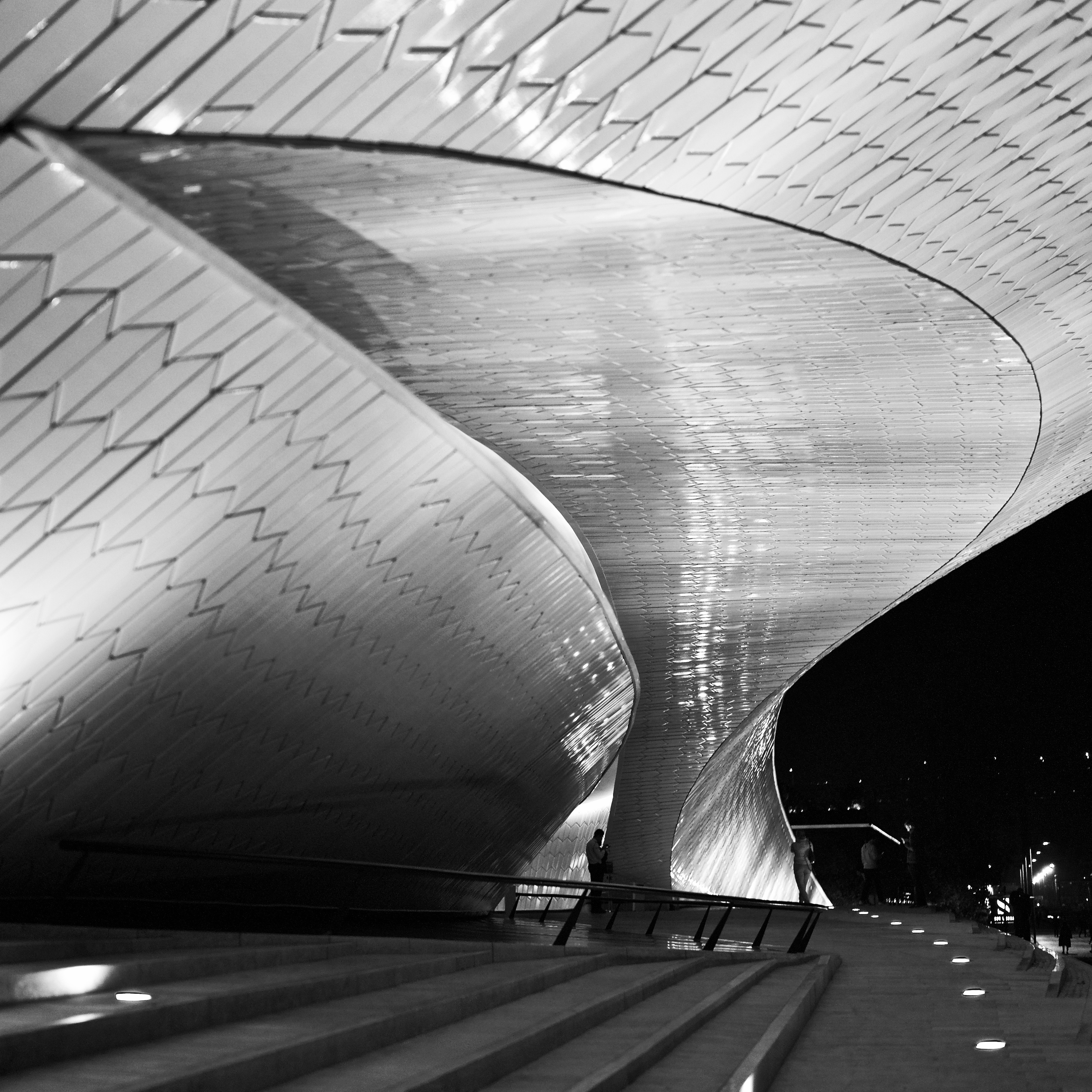
리스본 MAAT 미술관
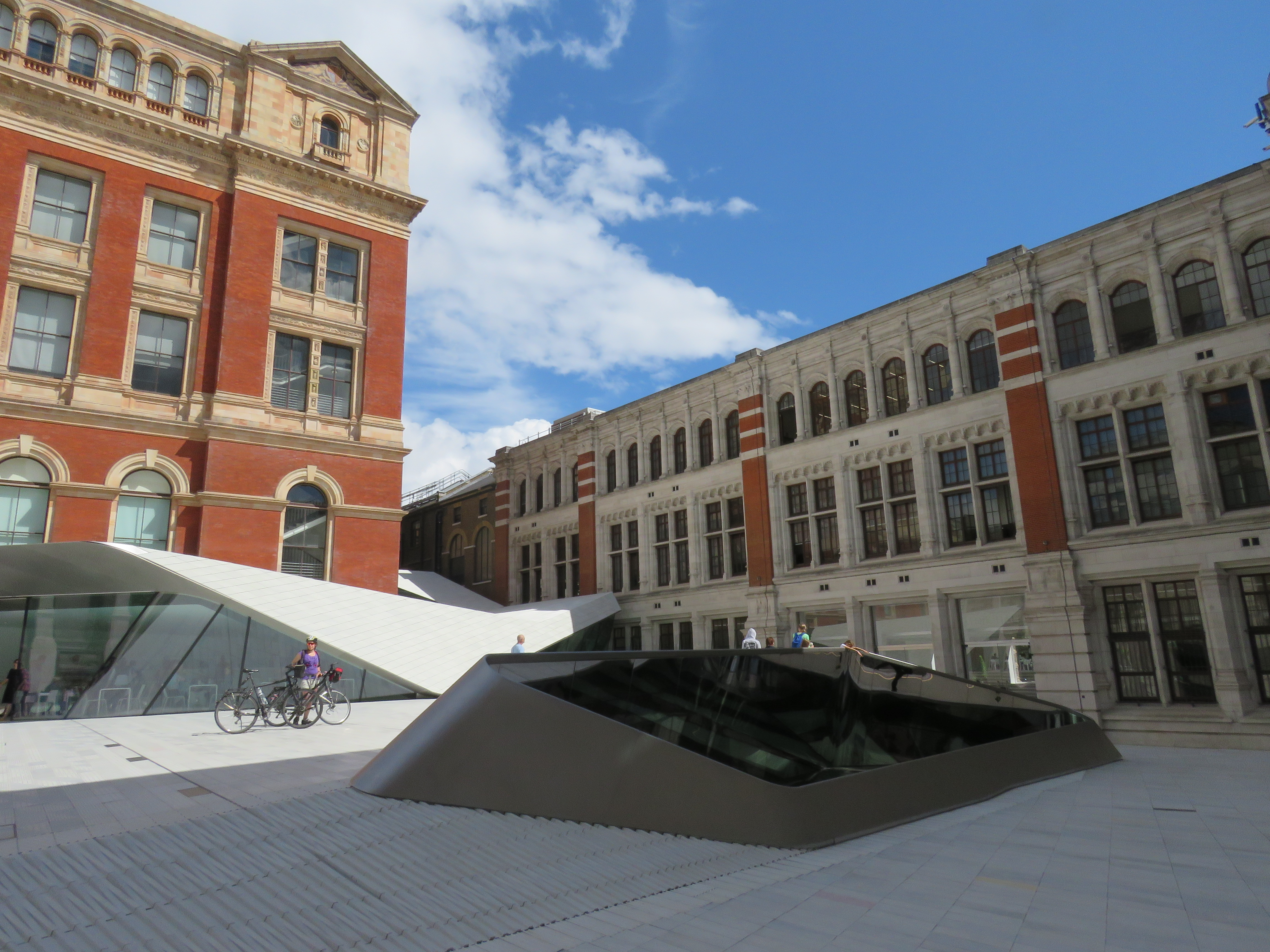
빅토리아 앨버트 박물관 확장안
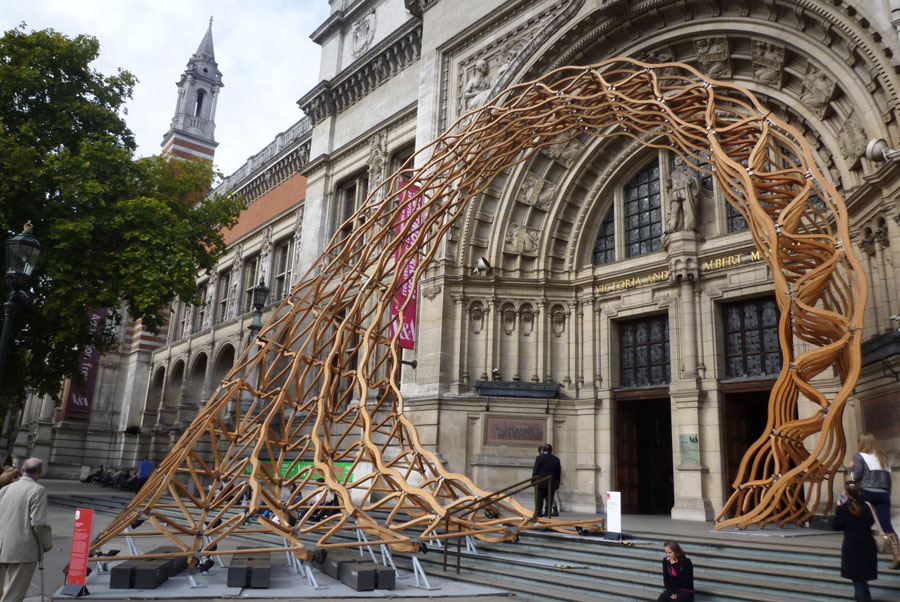
빅토리아 앨버트 박물관 입구에 설치된 목재 구조물
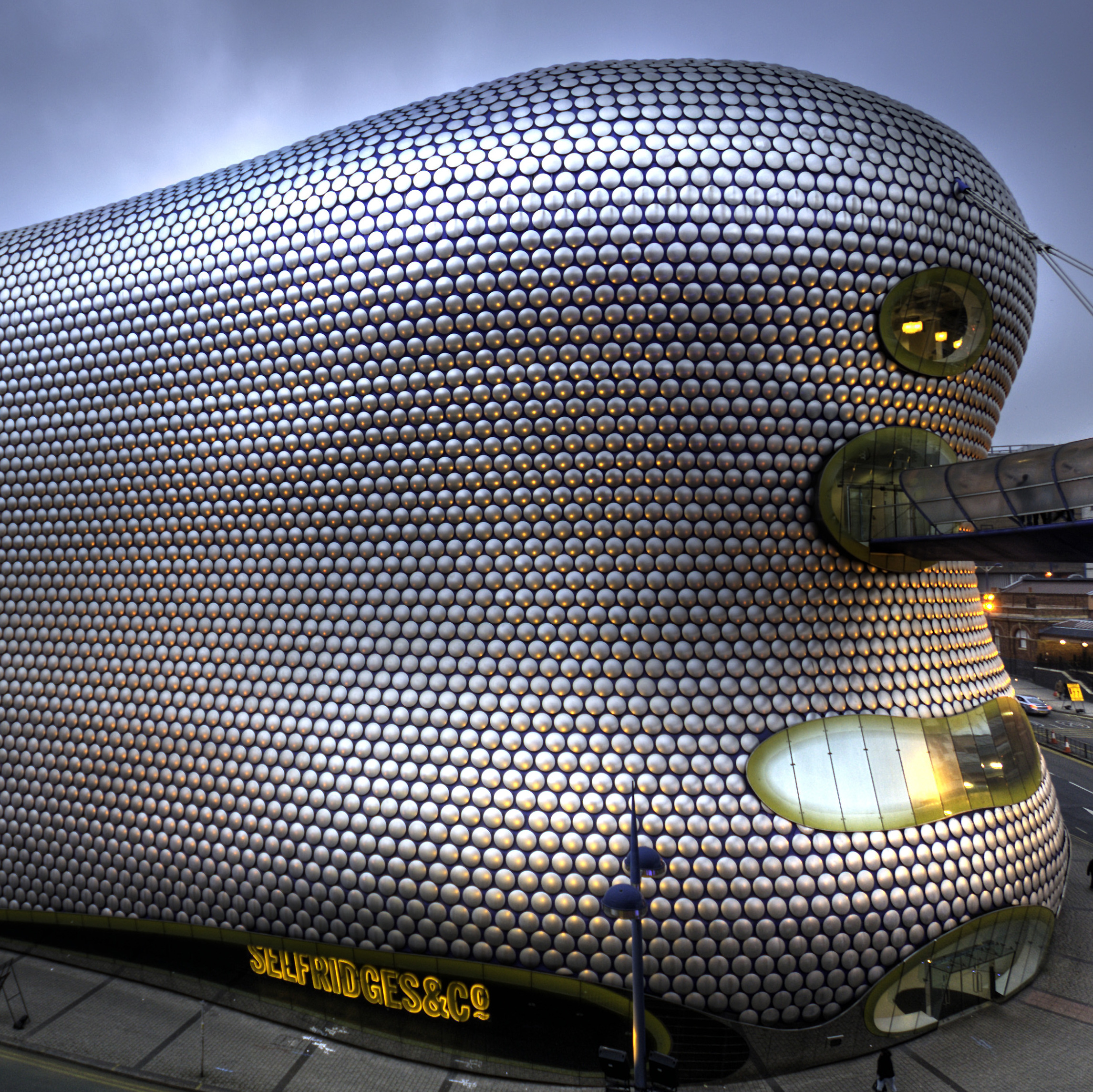
버밍엄 셀프리지 빌딩

## 서훈
- 대영 제국 훈장 3등급(CBE) 수훈